# Bill Brown (cricket)
Pour les articles homonymes, voir Bill Brown et Brown.
William « Bill » Alfred Brown, né le 31 juillet 1912 et mort le 16 mars 2008, était un joueur australien de cricket.
Il a joué 22 tests matchs entre 1934 et 1948, étant capitaine de son équipe lors d'un de ces tests.